# Semra Yetiş
Semra Yetiş (1 d'octubre de 1987) és una ciclista turca. Va ser la campiona de la Maraton Türkiye el 2016.